# 日本マクドナルドホールディングス
日本マクドナルドホールディングス株式会社（にほんマクドナルドホールディングス）は、東京都新宿区西新宿6-5-1に本社を置く持株会社である。東証スタンダード市場TOP20構成銘柄の一つ。米国マクドナルド・コーポレーションの持分法適用関連会社（affiliate accounted for under the equity method、49.99%所有）。

## 概要
旧商号は日本マクドナルド株式会社であったが、2002年7月1日に経営の多角化を目的として持株会社制へ移行して商号を変更し、ハンバーガーレストランの事業は新設の日本マクドナルド株式会社が継承した。
日本マクドナルド株式会社（100%子会社）、日本プレタ・マンジェ株式会社（50%出資）、株式会社エブリデイ・マック（当時50%出資）の3社の持株会社としてスタートしている。

## 沿革
- 1971年5月1日 - （初代）日本マクドナルド株式会社設立（日本におけるマクドナルドの創業）。
- 1974年3月16日 - 本店を東京都港区新橋1-8-3から東京都新宿区西新宿2-6-1へ移転。
- 1995年3月1日 - 本店を東京都新宿区西新宿6-5-1へ移転。
- 1999年3月30日 - 株式会社タキレック（1977年1月19日設立）が（2代目）日本マクドナルド株式会社へ商号変更し、下記2000年1月1日の合併まで一時的に「日本マクドナルド株式会社」が2社存在した。
- 2000年1月1日 - （2代目）日本マクドナルド株式会社が（初代）日本マクドナルド株式会社を、株式の額面変更のために吸収合併した。
- 2002年7月1日 - 日本マクドナルド株式会社から日本マクドナルドホールディングス株式会社に商号変更して純粋持株会社へ移転した。事業は新設の（3代目）日本マクドナルド株式会社へ、会社分割で譲渡した。
- 2004年3月 - 日本プレタ・マンジェ株式会社を清算。
- 2007年3月 - 全国に約3800店ある店舗の運営形態を見直して、『直営店 7対3 フランチャイズチェーン店』の比率を、5年後を目処に『直営店 3対7 フランチャイズチェーン店』に逆転させる方針を示した[4]。
- 2015年12月 - 株式会社エブリデイ・マックを清算
- 2017年12月 - THE JVを清算

## 株式
- 株式の現況

株式についてを参照。
- 株主優待

| 株数    | 内容          |
| ------- | ------------- |
| 100-200 | 割引券1冊進呈 |
| 300-400 | 割引券3冊進呈 |
| 500以上 | 割引券5冊進呈 |

## 連結子会社
- 日本マクドナルド
- （株式会社エブリデイ・マック）

### 株式会社エブリデイ・マック
株式会社エブリデイ・マック (EveryD Mc, Inc. ) は、日本マクドナルドホールディングス株式会社の子会社で、マクドナルドのサポート事業などを行っていた会社である。
2002年2月に日本マクドナルドが大前研一の経営する株式会社エブリデイ･ドット･コムと合弁で、マクドナルド店舗における電子商取引会社として設立した。店舗で実証実験したが、計画通りの結果が得られず事業を休止した。2002年12月末に合弁契約を解消し、2003年1月に100%減資して日本マクドナルドホールディングスの完全子会社となる。
完全子会社化後はマクドナルド店舗で広告事業を扱い、現在は厨房機器の販売などマクドナルドのチェーン店舗サポート、プリペイドカードのマックカード販売、マックジョイクラブ運営などを扱った。
2015年12月に清算。

## テレビ番組
- 日経スペシャル カンブリア宮殿（テレビ東京）
  - 「経験を生かして強みを伸ばせ！」（2006年12月11日）- 日本マクドナルドホールディングス 会長兼社長兼CEO 原田泳幸出演[5]。
  - どうすれば変われるか?"マック改革"の全貌（2012年3月22日）- 日本マクドナルドホールディングス 代表取締役会長兼社長兼CEO 原田泳幸出演[6]。
  - 大復活スペシャル2017 "奇跡の大逆転"の舞台裏（2017年12月21日）- 日本マクドナルド 社長 サラ・カサノバ、西武ホールディングス 社長 後藤高志出演[7]。